# Flaggstjärtsmal
Flaggstjärtsmal (Dianema urostriatum) är en fiskart som beskrevs av Miranda Ribeiro 1912. Arten ingår i släktet Dianema, och familjen Callichthyidae. Inga underarter finns listade.

## Utbredning
Utbredningsområdet är begränsat till Brasilien.